# Coupe de France de football 1955-1956
Navigation
Coupe de France 1954-1955 Coupe de France 1956-1957
L'édition 1955-1956 de la Coupe de France est la 39e édition de la Coupe de France de football.

## Trente-deuxièmes de finale
| Division        | Club                     | Score      | Club                  | Division            |
| --------------- | ------------------------ | ---------- | --------------------- | ------------------- |
| Division 2 (D2) | Olympique alésien        | 3 - 2      | AS Giraumont          | CFA (D3)            |
| Division 1 (D1) | AS Monaco FC             | 3 - 0      | Olympique avignonnais | DH (D4)             |
| Division 1 (D1) | FC Nancy                 | 5 - 1      | US Tavaux-Damparis    | DH (D4)             |
| Division 1 (D1) | OGC Nice                 | 6 - 1      | US Saint-Gaudens      | DH (D4)             |
| Division 1 (D1) | Nîmes Olympique          | 2 - 0      | Perpignan FC          | Division 2 (D2)     |
| Division 2 (D2) | Stade français FC        | 4 - 0      | AC Cambrai            | PH (D5)             |
| Division 1 (D1) | Stade de Reims           | 5 - 0      | US Saint-Malo         | DH (D4)             |
| Division 2 (D2) | Stade rennais UC         | 5 - 0      | CO Vincennes          |                     |
| Division 1 (D1) | AS Saint-Étienne         | 2 - 1      | Wydad AC              | DH Maroc            |
| Division 2 (D2) | Red Star OA              | 2 - 2 a.p. | FC Dieppe             | DH (D4)             |
| Division 1 (D1) | UA Sedan-Torcy           | 2 - 0      | SO Bruay-en-Artois    | CFA (D3)            |
| Division 1 (D1) | FC Sochaux-Montbéliard   | 9 - 0      | AS Hautmont           | DH (D4)             |
| Division 1 (D1) | RC Strasbourg            | 4 - 0      | FC Sète               | Division 2 (D2)     |
| Division 1 (D1) | Toulouse FC              | 7 - 0      | SA Thiers             | CFA (D3)            |
| Division 1 (D1) | AS Troyes-Savinienne     | 3 - 3 a.p. | SO Montpellier        | Division 2 (D2)     |
| Division 1 (D1) | Olympique de Marseille   | 4 - 1      | USM Montargis         | DH (D4)             |
| Division 1 (D1) | Olympique lyonnais       | 10 - 0     | SR Delle              | DH (D4)             |
| Division 2 (D2) | Angers SCO               | 5 - 1      | AS Cherbourg-Stella   | CFA (D3)            |
| CFA (D3)        | JA Armentières           | 2 - 0      | AS Aulnoye            | D1 de District (D6) |
| Division 2 (D2) | AS Béziers               | 3 - 0      | AJ Rochechouart       | CFA (D3)            |
| DH (D4)         | CS Blénod                | 3 - 1      | US Valenciennes-Anzin | Division 2 (D2)     |
| CFA (D3)        | AAJ Blois                | 3 - 2      | FC Nantes             | Division 2 (D2)     |
| Division 1 (D1) | FC Girondins de Bordeaux | 2 - 1      | AS Aix-en-Provence    | Division 2 (D2)     |
| CFA (D3)        | AS Brest                 | 2 - 1      | US Le Mans            | PH (D5)             |
| CFA (D3)        | SM Caen                  | 3 - 2      | RC Paris              | Division 1 (D1)     |
| Division 1 (D1) | Lille OSC                | 4 - 1      | CO Roubaix-Tourcoing  | Division 2 (D2)     |
| Division 1 (D1) | RC Lens                  | 3 - 0      | SPN Vernon            | CFA (D3)            |
| Division 2 (D2) | Le Havre AC              | 3 - 1      | FC Metz               | Division 1 (D1)     |
| Division 2 (D2) | FC Grenoble              | 2 - 1      | Stade raphaëlois      | DH (D4)             |
| PH (D5)         | SA Épinal                | 2 - 0      | VGA Saint-Maur        | CFA (D3)            |
| Division 2 (D2) | AS Cannes                | 3 - 1      | SC Draguignan         | CFA (D3)            |
| CFA (D3)        | RC Vichy                 | 5 - 0      | AS Moulins            | DH (D4)             |
| Matches rejoués |                          |            |                       |                     |
| Division 2 (D2) | Red Star OA              | 5 - 1      | FC Dieppe             | DH (D4)             |
| Division 1 (D1) | AS Troyes-Savinienne     | 3 - 2      | SO Montpellier        | Division 2 (D2)     |

## Seizièmes de finale
| Division                 | Club                   | Score      | Club                     | Division        |
| ------------------------ | ---------------------- | ---------- | ------------------------ | --------------- |
| Division 2 (D2)          | Angers SCO             | 6 - 3      | AAJ Blois                | CFA (D3)        |
| Division 1 (D1)          | AS Troyes-Savinienne   | 0 - 0 a.p. | FC Sochaux-Montbéliard   | Division 1 (D1) |
| Division 1 (D1)          | UA Sedan-Torcy         | 5 - 1      | SA Épinal                | PH (D5)         |
| Division 1 (D1)          | AS Saint-Étienne       | 2 - 0      | Lille OSC                | Division 1 (D1) |
| Division 1 (D1)          | Stade de Reims         | 4 - 0      | Toulouse FC              | Division 1 (D1) |
| Division 1 (D1)          | Nîmes Olympique        | 3 - 2      | CS Blénod                | DH (D4)         |
| Division 1 (D1)          | OGC Nice               | 2 - 1      | RC Vichy                 | CFA (D3)        |
| Division 1 (D1)          | FC Nancy               | 4 - 1      | JA Armentières           | CFA (D3)        |
| Division 1 (D1)          | Olympique de Marseille | 2 - 0      | RC Strasbourg            | Division 1 (D1) |
| Division 2 (D2)          | AS Béziers             | 2 - 0      | Stade français FC        | Division 2 (D2) |
| CFA (D3)                 | AS Brest               | 1 - 0      | AS Cannes                | Division 2 (D2) |
| Division 2 (D2)          | FC Grenoble            | 1 - 1 a.p. | Stade rennais UC         | Division 2 (D2) |
| Division 2 (D2)          | Le Havre AC            | 2 - 0      | AS Monaco FC             | Division 1 (D1) |
| Division 1 (D1)          | RC Lens                | 3 - 2      | FC Girondins de Bordeaux | Division 1 (D1) |
| Division 1 (D1)          | Olympique lyonnais     | 1 - 0      | Red Star OA              | Division 2 (D2) |
| CFA (D3)                 | SM Caen                | 1 - 0      | Olympique alésien        | Division 2 (D2) |
| Matches rejoués          |                        |            |                          |                 |
| Division 1 (D1)          | AS Troyes-Savinienne   | 3 - 1      | FC Sochaux-Montbéliard   | Division 1 (D1) |
| Division 2 (D2)          | FC Grenoble            | 0 - 0 a.p. | Stade rennais UC         | Division 2 (D2) |
| Match rejoué une 3e fois |                        |            |                          |                 |
| Division 2 (D2)          | FC Grenoble            | 2 - 0      | Stade rennais UC         | Division 2 (D2) |

## Huitièmes de finale
| Division        | Club                 | Score      | Club                   | Division        |
| --------------- | -------------------- | ---------- | ---------------------- | --------------- |
| Division 1 (D1) | RC Lens              | 4 - 1      | SM Caen                | CFA (D3)        |
| Division 1 (D1) | Olympique lyonnais   | 5 - 1      | AS Brest               | CFA (D3)        |
| Division 1 (D1) | FC Nancy             | 6 - 1      | Olympique de Marseille | Division 1 (D1) |
| Division 1 (D1) | OGC Nice             | 4 - 1      | Le Havre AC            | Division 2 (D2) |
| Division 1 (D1) | Stade de Reims       | 1 - 1 a.p. | AS Béziers             | Division 2 (D2) |
| Division 1 (D1) | AS Saint-Étienne     | 3 - 1      | Angers SCO             | Division 2 (D2) |
| Division 1 (D1) | UA Sedan-Torcy       | 7 - 3      | FC Grenoble            | Division 2 (D2) |
| Division 1 (D1) | AS Troyes-Savinienne | 1 - 0      | Nîmes Olympique        | Division 1 (D1) |
| Match rejoué    |                      |            |                        |                 |
| Division 1 (D1) | Stade de Reims       | 2 - 0      | AS Béziers             | Division 2 (D2) |

## Quarts de finale
| Division        | Club                 | Score      | Club             | Division        |
| --------------- | -------------------- | ---------- | ---------------- | --------------- |
| Division 1 (D1) | AS Troyes-Savinienne | 3 - 2      | Stade de Reims   | Division 1 (D1) |
| Division 1 (D1) | FC Nancy             | 3 - 1 a.p. | RC Lens          | Division 1 (D1) |
| Division 1 (D1) | Olympique lyonnais   | 3 - 0 a.p. | OGC Nice         | Division 1 (D1) |
| Division 1 (D1) | UA Sedan-Torcy       | 2 - 0      | AS Saint-Étienne | Division 1 (D1) |

## Demi-finales
| Division        | Club                 | Score | Club               | Division        |
| --------------- | -------------------- | ----- | ------------------ | --------------- |
| Division 1 (D1) | AS Troyes-Savinienne | 3 - 2 | FC Nancy           | Division 1 (D1) |
| Division 1 (D1) | UA Sedan-Torcy       | 1 - 0 | Olympique lyonnais | Division 1 (D1) |

## Finale
| Entraîneur :    |
| Louis Dugauguez |

| Entraîneur :   |
| Roger Courtois |

| Entraîneur :    |
| Louis Dugauguez |

| Entraîneur :   |
| Roger Courtois |